# Thanh Sơn, Thanh Hà
Thanh Sơn là một xã thuộc huyện Thanh Hà, tỉnh Hải Dương, Việt Nam.
Xã có diện tích 6,47 km², dân số năm 1999 là 8.008 người, mật độ dân số đạt 1.238 người/km².